# Vicus Saliobriga

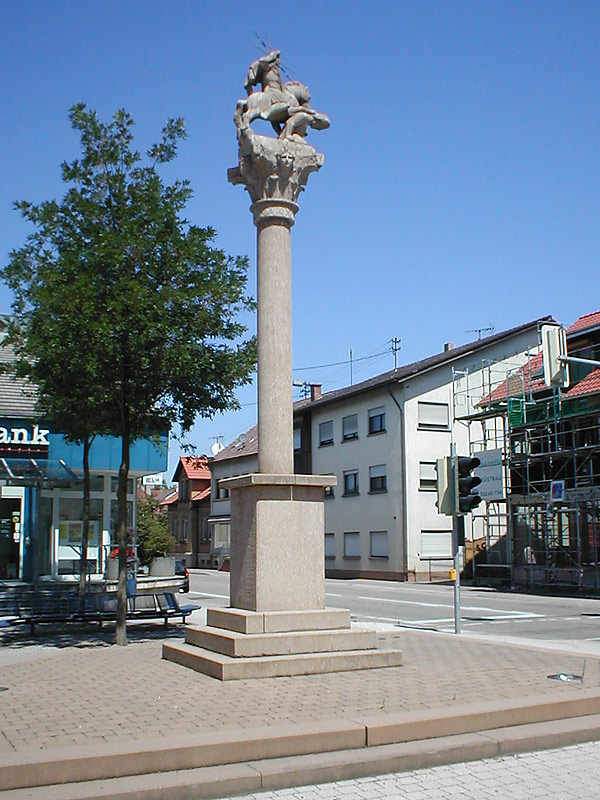
Replik der Jupitergigantensäule in der Ortsmitte von Sinsheim-Steinsfurt

Vicus Saliobriga (oder Vicus Saliobrigenses) war eine römische Siedlung (vicus), die sich in der Nähe des heutigen Sinsheim an der Elsenz (südöstlich von Heidelberg) befand. Sie gehörte zur römischen Provinz Germania superior.
Im November 1935 wurde in der Sinsheimer Stiftskirche ein Viergötterstein einer Jupitergigantensäule gefunden. In der Regel wird vermutet, dass er für den Bau der Stiftskirche um 1000 oder im 12. Jahrhundert dorthin verschleppt wurde. Als Ursprungsort wird meist Steinsfurt angenommen, wo im Ortskern häufiger römische Funde gemacht wurden und daher ein Vicus angenommen wird. Der Stein trägt die Inschrift:
[ ]cani Saliob[ ]
[ ]enses v(otum) [ ]
Als Rekonstruktion hat sich allgemein „[vi]cani Saliob[rig]enses v(otum) [s(olverunt)]“ („die Ortsbewohner von Saliobriga haben ihr Gelübde eingelöst“) durchgesetzt und damit auch die Existenz eines römischen Dorfes namens Saliobriga. Aufgrund der teilweise nicht mehr erhaltenen Buchstaben gibt es zudem alternative Namenshypothesen: Saliobensis (Salioba), Saliopensium oder Saliobrivenses (Saliobriva). Die Endung -briga stammt aus dem Keltischen und kann mit „Berg“ oder „Hügel“ übersetzt werden. Im Gebiet um den Schwarzwald taucht der Namensteil häufiger auf wie in Brigobanne oder Brigantium (heute Bregenz).